# Ion Cernea
Ion Cernea (* 21. Oktober 1936 in Râu Alb, Kreis Hunedoara; † 30. Juni 2025 in Bukarest) war ein rumänischer Ringer. Er war zweifacher Medaillengewinner bei Olympischen Spielen.

## Werdegang
Ion Cernea begann im Alter von 15 Jahren in Bukarest mit dem Ringen. Er erlernte als Jugendlicher den Beruf eines Drehers und wurde, nachdem er großes Talent als Ringer zeigte, Angehöriger eines rumänischen Sicherheitsorganes und Mitglied des Sportclubs Dinamo Bukarest. Dort wurde er von Trainer Ion Corneanu zu einem hervorragenden Ringer im griechisch-römischen Stil ausgebildet. 1954 wurde er erstmals rumänischer Juniorenmeister im griechisch-römischen Stil im Fliegengewicht. 1958 gewann er die Balkanmeisterschaft im Fliegengewicht. Nach weiteren guten Ergebnissen bei stark besetzten internationalen Turnieren wurde Ion bei der Weltmeisterschaft 1958 in Budapest erstmals bei einer internationalen Meisterschaft eingesetzt. Nach einem Sieg in der ersten Runde traf er in den beiden nächsten Runden auf Olympiasieger Imre Hódos aus Ungarn und den sowjetischen Meister Oleg Karawajew, gegen die er verlor. Ein 7. Platz im Bantamgewicht war die Folge.
Zwei Jahre später landete Ion bei den Olympischen Spielen in Rom mit dem Gewinn der Silbermedaille seinen ersten großen internationalen Erfolg. Im Kampf um die Goldmedaille unterlag er dabei erneut Oleg Karawajew.
1961 wurde Ion in Yokohama auch Vizeweltmeister im Bantamgewicht. Im Finale scheiterte er wieder an Oleg Karawajew. 1962 und 1963 gewann er bei den Weltmeisterschaften in Toledo/Ohio und Helsingborg zunächst jeweils drei Kämpfe, verlor aber jeweils den vierten Kampf und belegte deshalb zweimal den fünften Platz.
1964 gewann Ion in Tokio seine zweite olympische Medaille. Er rang dabei u. a. gegen Exweltmeister János Varga aus Ungarn unentschieden, unterlag aber erneut einem sowjetischen Ringer, Wladlen Trostjanski.
Im Jahr 1965 gelang Ion dann bei der Weltmeisterschaft in Tampere der größte Erfolg seiner Laufbahn. Er wurde mit vier Siegen und einem Unentschieden gegen den Japaner Kōji Sakurama Weltmeister.
Danach beendete er seine Laufbahn als aktiver Ringer, wurde Trainer im rumänischen Ringerverband und war jahrelang Cheftrainer der Mannschaft im griechisch-römischen Stil.

## Internationale Erfolge
OS = Olympische Spiele, WM = Weltmeisterschaft, GR = griech.-röm. Stil, Fl = Fliegengewicht, Ba = Bantamgewicht, damals bis 52 kg bzw. 57 kg Körpergewicht.
- 1955, 2. Platz, Weltfestspiele der Jugend, GR, Fl, hinter Osman, Ägypten und vor Lennart Viitala, Finnland;
- 1955, 1. Platz, "Adria-Cup" in Pula, GR, Fl. vor Borivoje Vukov, Jugoslawien u. Georg Schwaiger, BRD;
- 1957, 1. Platz, "Adria-Cup" in Opatija, GR, Ba, vor Sahrettin Özden, Türkei u. Toth, Tschechoslowakei;
- 1958, 7. Platz, WM in Budapest, GR, Ba, mit einem Sieg über Nederpelt, Niederlande u. Niederlagen gegen Imre Hódos, Ungarn u. Oleg Karawajew, Sowjetunion;
- 1959, 2. Platz, Turnier in Split, GR, Ba, hinter Imre Hódos u. vor Sahrettin Özden;
- 1960, Silbermedaille, OS in Rom, GR, Ba, mit Siegen über Michel Benahoum, Marokko, Laurens Alflen, Niederlande, Gilberto Gramellini, Italien u. Bernard Knitter, Polen, einem Unentschieden gegen Imre Hódos u. einer Niederlage gegen Oleg Karawajew;
- 1961, 2. Platz, WM in Yokohama, GR, Ba, mit Siegen über Sahrettin Özden, Bernard Knitter, Masamitsu Ichiguchi, Japan u. Hassan Rajabi, Iran u. einer Niederlage gegen Oleg Karawajew;
- 1962, 5. Platz, WM in Toledo/USA, GR, Ba, mit Siegen über Tauno Jaskari, Finnland, Dinko Petrow, Bulgarien u. Carmen Molina, USA u. einer Niederlage gegen Amari Egadse, Sowjetunion;
- 1963, 5. Platz, WM in Helsingborg, GR, Ba, mit Siegen über Egil Hansen, Norwegen, Kurt Johanesson, Schweden, Fritz Stange, BRD, einem Unentschieden gegen Oleg Karawajew u. einer Niederlage gegen Dinko Petrow;
- 1964, Bronzemedaille, OS in Tokio, GR, Ba, mit Siegen über Bernard Knitter, Jiří Švec, Tschechoslowakei u. Ünver Besergil, Türkei, einem Unentschieden gegen János Varga, Ungarn u. einer Niederlage gegen Wladlen Trostjanski, UdSSR;
- 1965, 1. Platz, WM in Tampere, GR, Ba, mit Siegen über M. Ruch, Schweiz, Arthur Spaenhoven, Belgien, Ilhan Topsakal, Türkei u. Bernard Knitter u. einem Unentschieden gegen Kōji Sakurama, Japan